# Расплетание косы

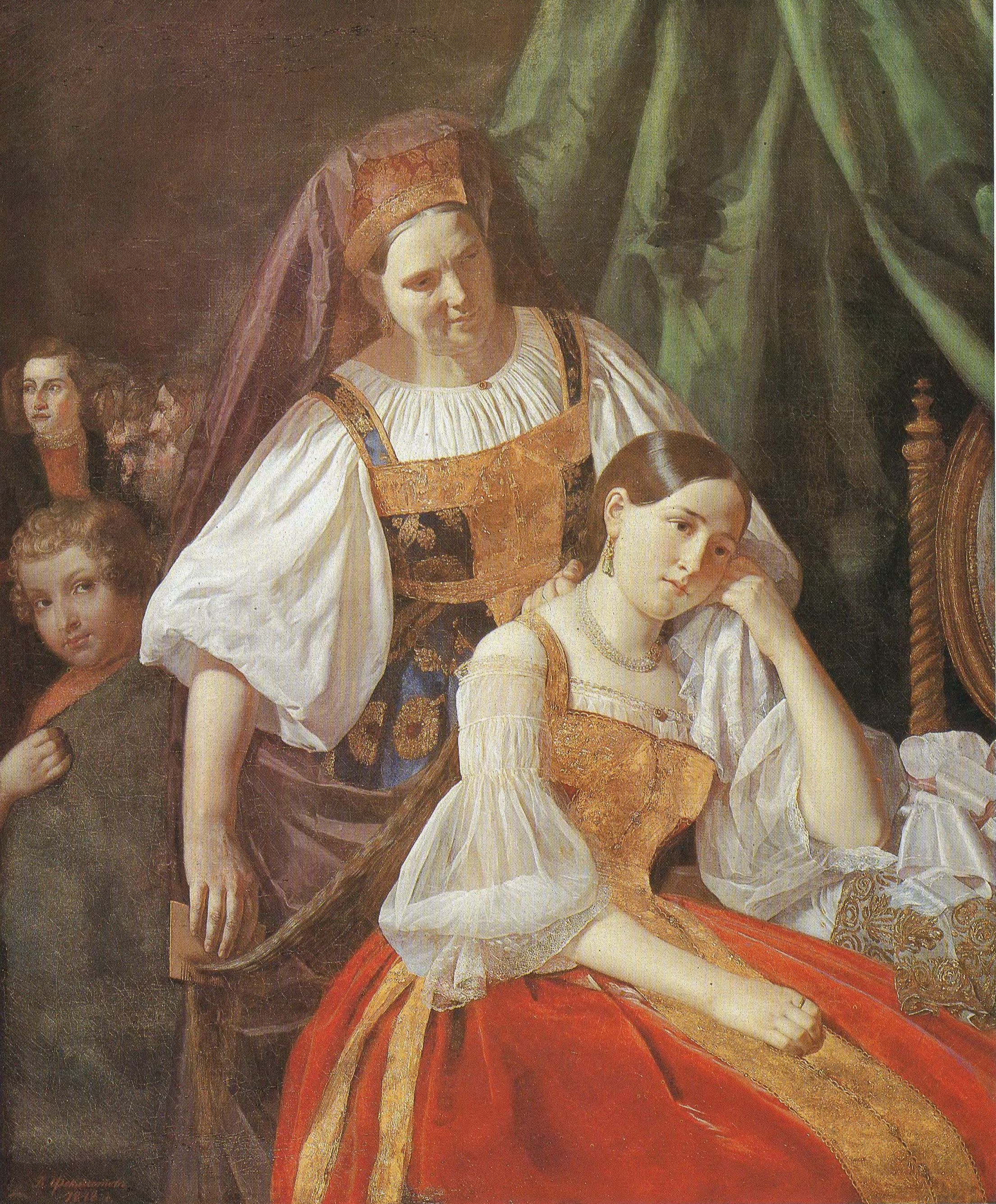
В. Е. Феклистов «Приготовление невесты к венцу» (1848)

Расплете́ние косы́ (расплета́ние косы, розплети́ны) — свадебный обряд, во время которого девичью косу расплетают на две и укладывают в женскую причёску. Один из обрядов над волосами как средоточием жизненной силы. Расплетание косы происходит или в день свадьбы, или накануне; может совмещаться с девичником. В песнях изображается как насильственное разрывание косы.

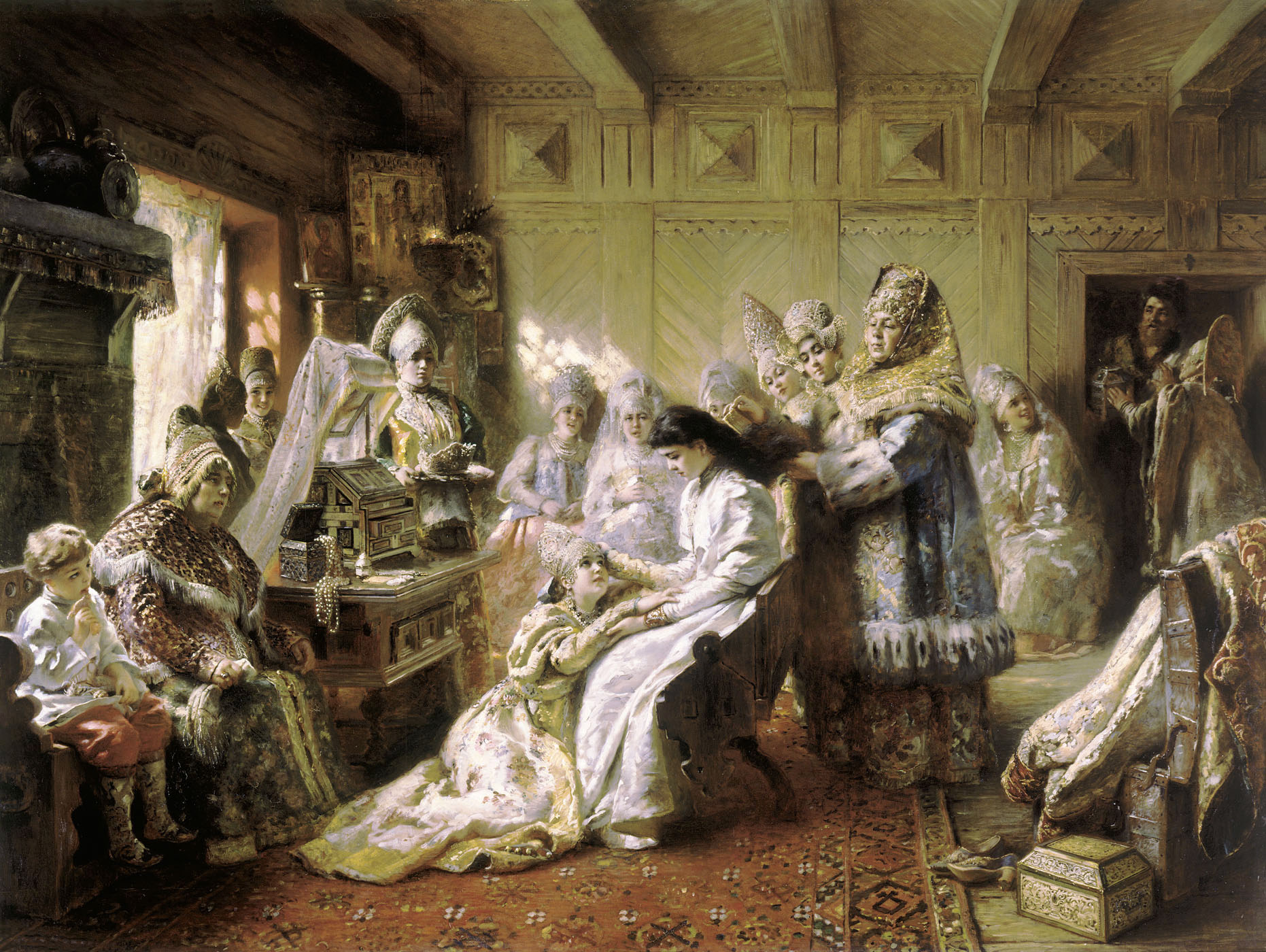
К. Е. Маковский «Под венец» (1884)

Расплетение косы означало прощание с девичеством; заплетение двух кос и надевание женского головного убора — переход невесты в группу женщин. В Архангельской области говорили: «За стол когда невесту приведут, две косы ей заплетут: была одна — стало две, была девушка — стала женщина».
После венчания в доме молодого (иногда прямо в церкви) волосы новобрачной заплетали в две косы, «по-бабьи» (рус.); их оборачивали вокруг головы и убирали под повойник, чепец, платок, то есть под женский головной убор (в.-, з.-слав.). В Болгарии расплетение, причёсывание и заплетение кос совершалось накануне венчания и сопровождалось песнями; при этом обряде все домашние и подруги невесты плакали. Брат расплетал невесте косу (бел., пол.), заплетал ей две косы (бел.), но это мог делать и жених. Иногда правую косу заплетал жених, левую — сваха (рус.). Косу могли расплетать также дружка, два близких родственника, крёстная, подруги, дружки. Когда расплетали косу во время девичника, невеста «вопила»:
«Не расплетайте мою косу русу,

Не увязывайте моей шёлковой косушки».

В восточном Полесье невесте расплетали косу в церкви и закручивали волосы «в куклу», с этой минуты девушка символически причислялась к женщинам и не могла носить заплетённые косы.